# Myslín
Myslín là một làng thuộc huyện Písek, vùng Jihočeský, Cộng hòa Séc.